# Bages (Aude)
Bages (okzitanisch Bajas) ist eine Gemeinde mit 750 Einwohnern (Stand 1. Januar 2022) in Frankreich. Sie liegt im Département Aude in der Region Okzitanien. Die Einwohner nennen sich Bageasois.

## Geographie
Die Gemeinde liegt in der Landschaft Corbières maritimes im Regionalen Naturpark Narbonnaise en Méditerranée, etwa acht Kilometer südlich von Narbonne. Das Dorf Bages befindet sich auf einer kleinen spornartigen Halbinsel in der Lagune Étang de Bages, zehn Kilometer vom Mittelmeer entfernt.
| Bevölkerungsentwicklung | Bevölkerungsentwicklung |
| Jahr                    | Einwohner               |
| ----------------------- | ----------------------- |
| 1962                    | 557                     |
| 1968                    | 558                     |
| 1975                    | 572                     |
| 1982                    | 547                     |
| 1990                    | 694                     |
| 1999                    | 755                     |
| 2006                    | 817                     |
| 2018                    | 771                     |

## Weinbau
Ein Teil der landwirtschaftlichen Flächen dient dem Weinbau. Die Weinberge liegen innerhalb der geschützten Herkunftsbezeichnung Corbières. Darüber hinaus dürfen die Weine unter dem Namen der Landweine Vin de Pays des Coteaux du Littoral Audois sowie Vin de Pays d’Oc vermarktet werden.